# Vía Portuensis
La Vía Portuensis era una antigua calzada romana construida en el siglo I d. C. que conducía al Portus, la cual fue construida por Claudio en la orilla derecha de la desembocadura del Tíber. Comenzaba en el Pons Aemilius y la primera parte de su curso era idéntica al de la Vía Campana. La Porta Portuensis de las Murallas aurelianas tenía un doble arco, probablemente debido a la cantidad de tráfico que tenía que transportar, pero la divergencia ocurrió mucho más adelante, probablemente a una milla de la puerta. La Vía Portuensis se dirigía a la derecha hacia la tierra montañosa, mientras que la Vía Campana se mantuvo en el valle del Tíber. Los caminos se unían en la moderna Ponte Galeria.
Con el crecimiento de la importancia de la Vía Portuensis desde la época de Constantino en adelante, la de la Vía Ostiensis disminuyó en consecuencia. 
Sus grandes cantidades de tráfico hicieron que la carretera se reconstruyera finalmente con dos caminos paralelos: uno para el tráfico que iba en un sentido y el otro para el tráfico que iba hacia el otro. Se considera que fue la primera autovía del mundo. 
Actualmente la Vía Portuense de Roma sigue un camino similar. La ruta comienza desde la Porta Portese y, después de Ponte Galeria, termina en la comune de Fiumicino.